# Order Zasługi Pracy (Węgry)
Order (Węgierski) Zasługi Pracy (węg. (Magyar) Munka Érdemrend) – węgierski cywiny order nadawany w latach 1948–1989 za osiągnięcie w dziedzinie pracy.
Podzielony był na trzy klasy/stopnie (fokozat) orderu i medal:
- Złoty (Arany) – 13 odznaczonych do 1950,
- Srebrny (Ezüst) – 58 odznaczonych do 1950,
- Brązowy (Bronz) – 260 odznaczonych do 1950,
- Medal Zasługi (Érdemérem) – 160 odznaczonych do 1950.

W 1950 zmieniono jego wygląd z okrągłego medalu o średnicy 43 mm, na owalną odznakę o wymiarach 43 × 33 mm.
W 1953 wydzielono jako osobne odznaczenie Medal Zasługi Pracy, który jednak 1963 został zniesiony, a jego funkcję przejął stopień Brązowy Orderu Pracy.
Podobnie wyglądało to w przypadku innego ustanowionego w 1953 medalu, nieco ważniejszego rangą Medalu Zasługi Pracy Socjalistycznej, którego po likwidacji w 1963 zastąpił stopień Srebrny Orderu Pracy.
W 1989 zakazano używania i noszenia jakichkolwiek symboli reżimu totalitarnego, co uniemożliwiło nadania tego orderu, gdyż na jego awersie znajdowała się czerwona gwiazda.